# Richard Goolden
Richard Goolden (23 de febrero de 1895 – 18 de junio de 1981) fue un actor de nacionalidad británica, famoso por interpretar al Topo en la adaptación de la obra de Kenneth Grahame El viento en los sauces. También fue conocido por su papel de Mr Penny en la cadena de radio BBC, y por el de Zaphod Beeblebrox IV en la serie de BBC Radio 4 The Hitchhiker's Guide to the Galaxy.

## Biografía
Nacido en Londres, Inglaterra, tras estudiar literatura francesa en el New College de Oxford, empezó a actuar en el Oxford Playhouse, haciendo lo mismo posteriormente en el Teatro Lyric del barrio de Hammersmith y Fulham, en Londres.
En la radio hizo el papel de Mr Chips en una adaptación de la novela de James Hilton Adiós, Mr. Chips. Después consiguió la popularidad con el personaje cómico de Mr Penny, creado por Maurice Moiseiwitsch.
Hizo por vez primera el papel de Topo en 1930 en la dramatización llevada a cabo por A. A. Milne de la obra El viento en los sauces, y que fue titulada Toad of Toad Hall. Siguió actuando regularmente en esta producción, y que se convirtió en un tradicional show navideño en Londres, durante casi cinco décadas, solamente dejando de actuar unos pocos años durante la Segunda Guerra Mundial, época en la que trabajó entreteniendo a las tropas.
Goolden dejó la actuación en 1980, a causa de problemas de salud, y falleció el año siguiente en el Hospital St Stephen, cerca de su domicilio en Chelsea (Londres), Inglaterra,